# Saint-Georges-de-Montclard
Saint-Georges-de-Montclard is een gemeente in het Franse departement Dordogne (regio Nouvelle-Aquitaine) en telt 260 inwoners (2004). De plaats maakte deel uit van het arrondissement Bergerac. Na de aanpassing van de arrondissementsgrenzen vanaf 2017 door het arrest van 30 december 2016 behoort zij tot het arrondissement Périgueux.

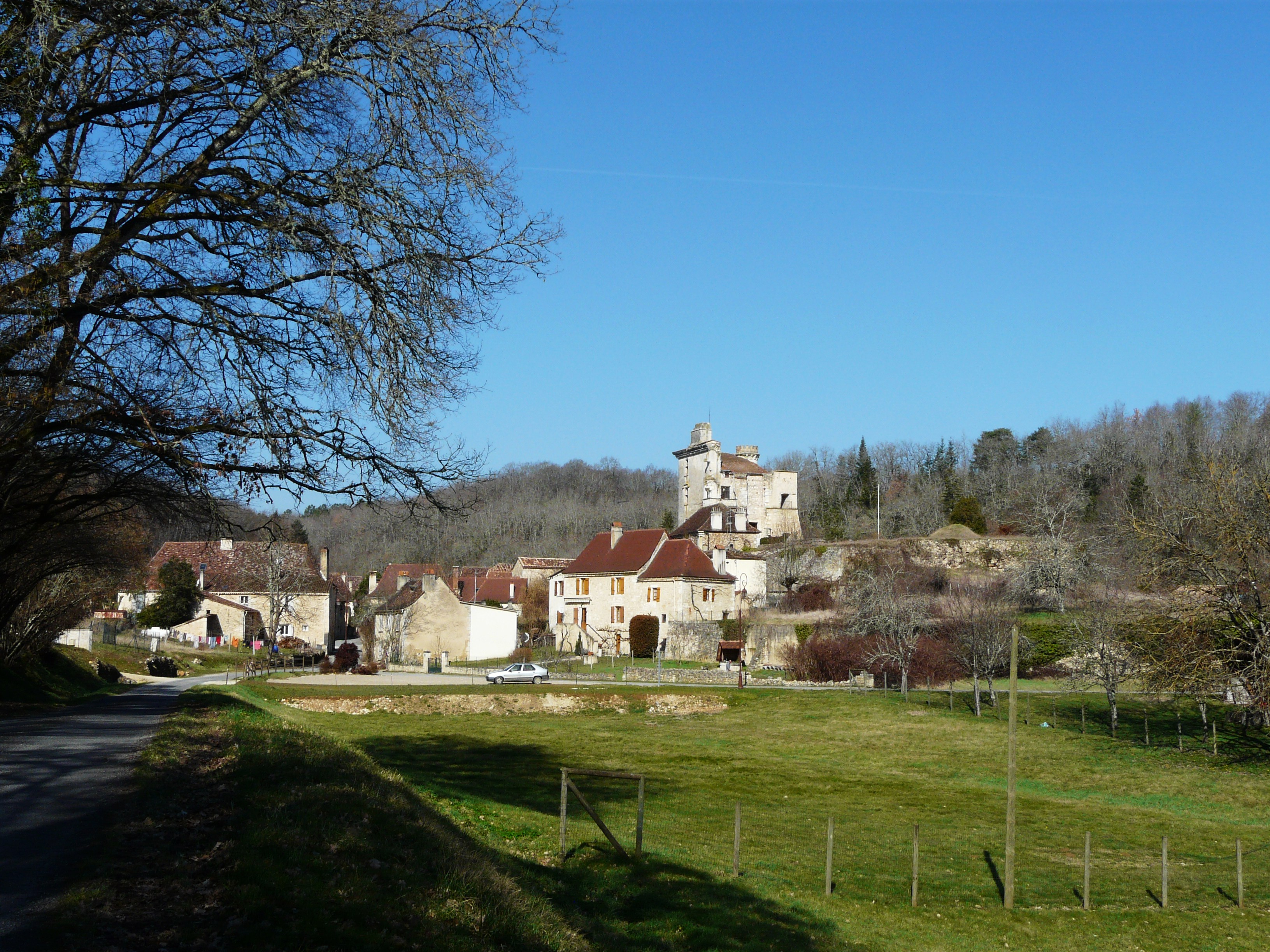
Saint-Georges-de-Montclard
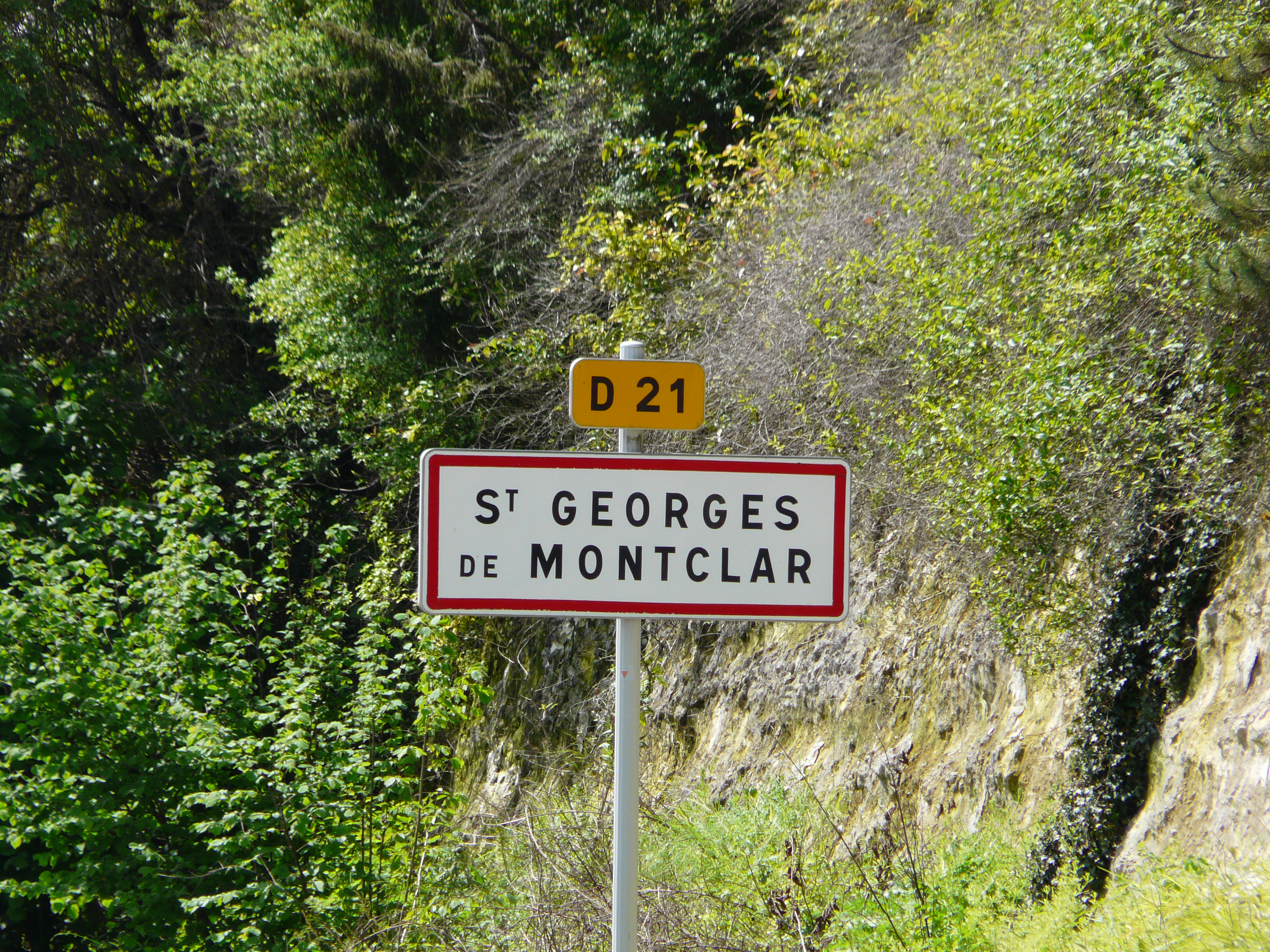
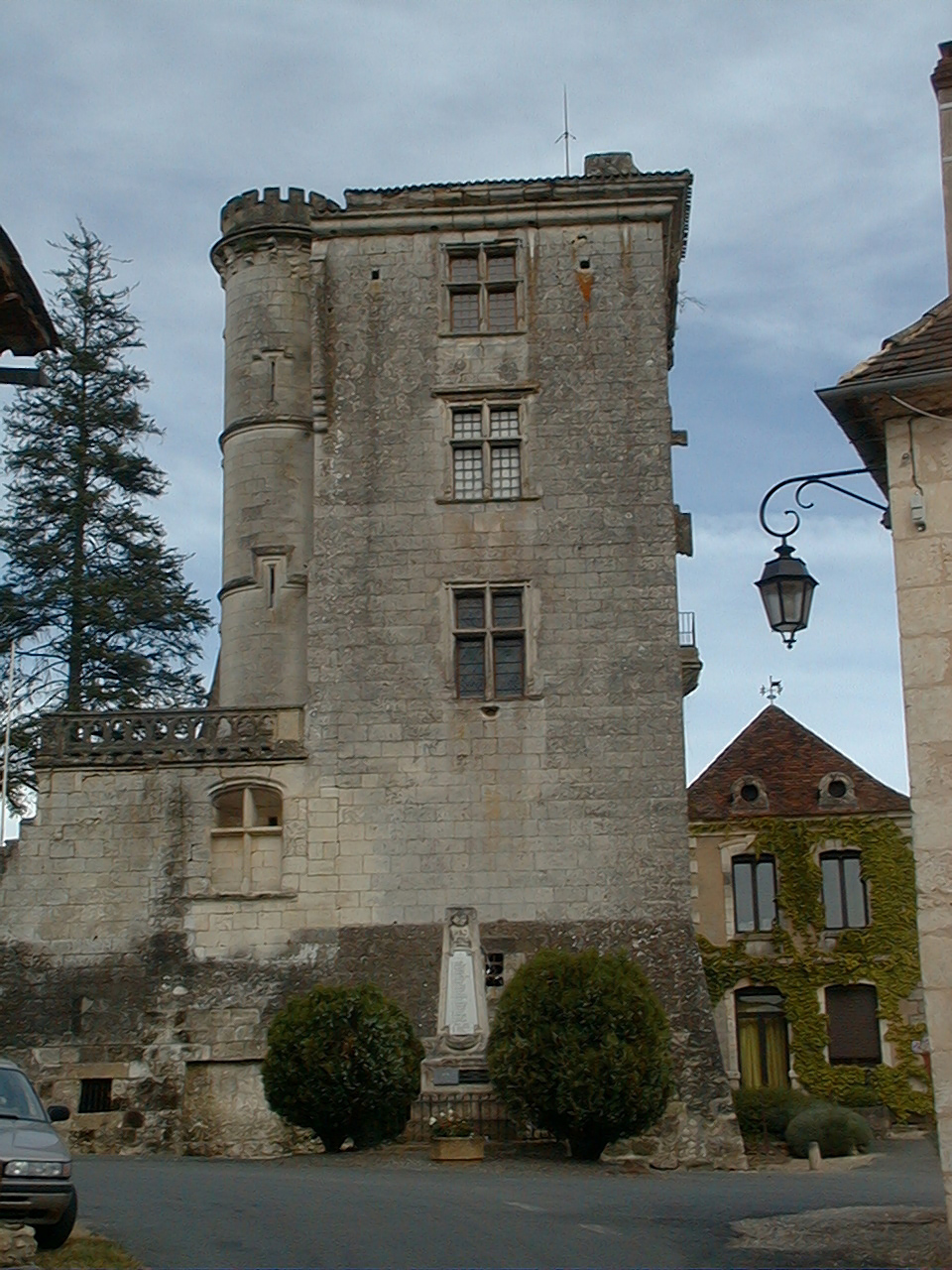
Centrum van Saint-Georges-de-Montclard

## Geografie
De oppervlakte van Saint-Georges-de-Montclard bedraagt 13,6 km², de bevolkingsdichtheid is 19,1 inwoners per km².
De onderstaande kaart toont de ligging van Saint-Georges-de-Montclard met de belangrijkste infrastructuur en aangrenzende gemeenten.

## Demografie
Onderstaande figuur toont het verloop van het inwonertal (bron: INSEE-tellingen).

1. ↑  Populations de référence 2022.